# The Rarities
The Rarities è l'ottava raccolta della cantautrice statunitense Mariah Carey, pubblicata il 2 ottobre 2020 su etichetta discografica Legacy Recordings, parte della famiglia della Columbia Records.
Si tratta di un doppio disco contenente nel primo CD quindici B-side e inediti registrati nel corso della carriera trentennale della cantautrice , e nel secondo una registrazione dal vivo dei tre concerti della cantautrice realizzati al Tokyo Dome nel 1996 come parte del Daydream World Tour.

## Tracce
CD1 – The Rarities
1. Here We Go Around Again (1990) – 3:55 (Mariah Carey, Ben Margulies)
2. Can You Hear Me (1991) – 4:06 (Mariah Carey, Barry Mann)
3. Do You Think of Me (1993) – 4:48 (Mariah Carey, Walter Afanasieff, Mark C. Rooney, Mark Morales)
4. Everything Fades Away (1993) – 5:25 (Mariah Carey, Walter Afanasieff)
5. All I Live For (1993) – 3:22 (Mariah Carey, Walter Afanasieff)
6. One Night (1995) – 4:41 (Mariah Carey, Jermaine Dupri)
7. Slipping Away (1996) – 4:31 (Mariah Carey, Dave Hall)
8. Out Here on My Own (2000) – 3:16 (Lesley Gore, Michael Gore)
9. Loverboy (Firecracker Original Version) (2001) – 3:14 (Mariah Carey, Martin Denny)
10. I Pray (2005) – 2:53 (Mariah Carey, Kenneth Crouch)
11. Cool on You (2007) – 3:11 (Mariah Carey, Jermaine Dupri, Manuel Seal, Jr., Johntá Austin)
12. Mesmerized (2012) – 3:22 (Mariah Carey, Loris Holland)
13. Lullaby of Birdland (Live) (2014) – 3:18 (George Shearing, George David Weiss)
14. Save the Day (con Lauryn Hill) (2020) – 3:48 (Mariah Carey, Jermaine Dupri, James Wright, Charles Fox, Norman Gimbel)
15. Close My Eyes (Acoustic) (2020) – 3:18 (Mariah Carey, Walter Afanasieff)

CD2 – Live at the Tokyo Dome
1. Daydream Interlude (Fantasy Sweet Dub Mix) (Live) – 1:31 (Mariah Carey, Chris Frantz, Tina Weymouth, Adrian Belew, Steven Stanley, Dave Hall)
2. Emotions (Live) – 4:06 (Mariah Carey, David Cole, Robert Clivillés)
3. Open Arms (Live) – 3:46 (Jonathan Cain, Steve Perry)
4. Forever (Live) – 4:46 (Mariah Carey, Walter Afanasieff)
5. I Don't Wanna Cry (Live) – 5:54 (Mariah Carey, Narada Michael Walden)
6. Fantasy (Live) – 5:25 (Mariah Carey, Chris Frantz, Tina Weymouth, Adrian Belew, Steven Stanley, Dave Hall)
7. Always Be My Baby (Live) – 4:38 (Mariah Carey, Jermaine Dupri, Manuel Seal, Jr.)
8. One Sweet Day (Live) – 5:20 (Mariah Carey, Walter Afanasieff, Michael McCary, Nathan Morris, Wanya Morris, Shawn Stockman)
9. Underneath the Stars (Live) – 4:07 (Mariah Carey, Walter Afanasieff)
10. Without You (Live) – 4:19 (Pete Ham, Tom Evans)
11. Make It Happen (Live) – 5:03 (Mariah Carey, David Cole, Robert Clivillés)
12. Just Be Good to Me (Live) – 6:37 (Jimmy Jam, Terry Lewis)
13. Dreamlover (Live) – 3:58 (Mariah Carey, Dave Hall)
14. Vision of Love (Live) – 3:46 (Mariah Carey, Ben Margulies)
15. Hero (Live) – 4:59 (Mariah Carey, Walter Afanasieff)
16. Anytime You Need a Friend (Live) – 5:58 (Mariah Carey, Walter Afanasieff)
17. All I Want for Christmas Is You (Live) – 5:04 (Mariah Carey, Walter Afanasieff)

## Classifiche
| Classifica (2020) | Posizione massima |
| ----------------- | ----------------- |
| Australia         | 16                |
| Belgio (Fiandre)  | 53                |
| Belgio (Vallonia) | 32                |
| Canada            | 80                |
| Croazia           | 11                |
| Francia           | 70                |
| Germania          | 65                |
| Giappone          | 32                |
| Italia            | 50                |
| Paesi Bassi       | 47                |
| Regno Unito       | 44                |
| Slovacchia        | 84                |
| Spagna            | 12                |
| Stati Uniti       | 31                |
| Svizzera          | 29                |